# Antoine Claire Thibaudeau

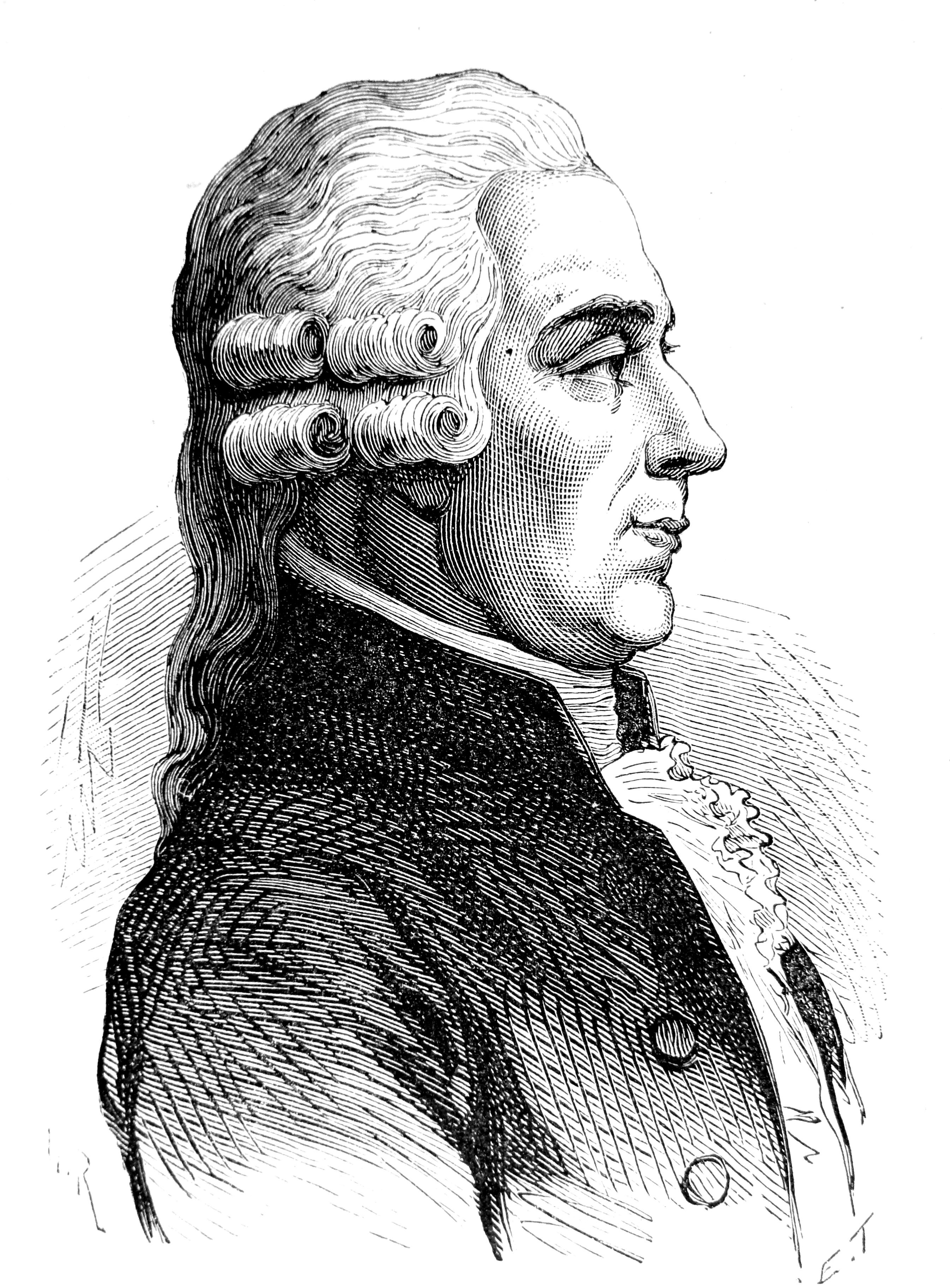
Antoine Claire Thibaudeau.

Antoine Claire Thibaudeau, född den 23 mars 1765 i Poitiers, död den 8 mars 1854 i Paris, var en fransk greve, statsman och historisk skriftställare.
Thibaudeau blev 1787 advokat i sin födelsestad, följde 1789 sin far, som även han var advokat och blivit ledamot av les états généraux, till Versailles och blev en ivrig anhängare av revolutionen. Han återvände dock efter Oktoberupploppet samma år till Poitiers, där han stiftade en revolutionär klubb, och invaldes 1792 i Konventet av sitt departement, Vienne. Där slöt han sig till en början till Berget och röstade för Ludvig XVI:s död utan uppskov, men skräckväldets fasor gjorde honom moderat, och han visade detta inte endast genom att efter Robespierres fall medverka till skräckväldets slut, utan ännu mer, då han genom ett lysande tal 23 oktober 1795 hindrade det till radikalism återförfallna thermidoristiska partiet att suspendera den nya författningen (direktorialförfattningen) och ytterligare förlänga Konventets diktatur. Vald av 22 departement till medlem av de femhundras råd, inträdde han i detta som representant för departementet Vienne. Då de moderata krafterna störtades genom statskuppen 18 fructidor år V, var han nära att bli deporterad, 
och trots att han genom sin vän Boulay de la Meurthes bemedling fick nåd, lämnade han det politiska livet och återgick till advokatyrket. Efter statskuppen 18 brumaire år VIII tjänade han Napoleon, som gav honom plats i conseil d'état, där han deltog i utarbetandet av Code civil. Han blev 1808 greve, men avlägsnades samma år från Paris som prefekt i departementet Bouches-du-Rhône. Genom Napoleons fall förlorade han sin plats, men blev under de hundra dagarna regeringskommissarie i departementet Côte-d'Or och medlem av pärskammaren. Efter Bourbonska restaurationen landsförvisades han 1815 som kungamördare, men återvände efter julirevolutionen 1830. År 1852 utnämndes han av Napoleon III till senator. Han utgav Histoire du terrorisme dans le departement de la Vienne (1795) och 1824-34 sina memoarer (2 band 1824 om Konventet och Direktoriet, 1 band 1827 om Konsulatet, 10 band 1834 om Napoleon I:s historia), som har värde för revolutionens och kejsardömets historia, då han inskränkte sig till att noggrant skildra de händelser, om vilka han varit i tillfälle att skaffa sig grundlig kännedom. Postumt utgavs 1875 med biografi och bibliografi hans Ma biographie och Mémoires avant ma nomination à la Convention.